# The Happiest Days of Our Lives
"The Happiest Days of Our Lives" er en sang fra det engelske progressive rock band Pink Floyd. Den optræder på albummet, The Wall, fra 1979.
| Musik | Spire Denne musikartikel er en spire som bør udbygges. Du er velkommen til at hjælpe Wikipedia ved at udvide den. |